# Miyazu
Miyazu (Japans: 宮津市, Miyazu-shi) is een stad in de prefectuur Kyoto, Japan. Begin 2014 telde de stad 18.903 inwoners.

## Geschiedenis
Op 1 juni 1954 werd Miyazu benoemd tot stad (shi).

## Partnersteden
- Nelson, Nieuw-Zeeland
- Delray Beach, Verenigde Staten
- Qinhuangdao, China

Steden:
Ayabe · Fukuchiyama · Joyo · Kameoka · Kizugawa · Kyotanabe · Kyotango · Kyoto (hoofdstad) · Maizuru  · Miyazu · Muko · Nagaokakyo · Nantan · Uji · Yawata

Districten:
Funai · Kuse · Otokuni · Souraku · Tsuzuki · Yosa
Gemeenten per district